# بالاخره او خندید
بالاخره او خندید (انگلیسی: He Laughed Last) فیلمی به کارگردانی بلیک ادواردز محصول سال ۱۹۵۶ کشور ایالات متحده آمریکا است. فرانکی لین، لوسی مارلو و آنتونی دکستر از جمله بازیگران این فیلم هستند.